# BH Telecom Indoors 2012
Il BH Telecom Indoors 2012 è stato un torneo professionistico di tennis maschile giocato sul cemento. È stata la 10ª edizione del torneo che fa parte dell'ATP Challenger Tour nell'ambito dell'ATP Challenger Tour 2012. Si è giocato a Sarajevo in Bosnia ed Erzegovina dal 12 al 18 marzo 2012.

## Partecipanti

### Teste di serie
| Nazionalità | Giocatore            | Ranking* | Testa di serie |
| ----------- | -------------------- | -------- | -------------- |
| Germania    | Andreas Beck         | 96       | 1              |
| Germania    | Michael Berrer       | 116      | 2              |
| Germania    | Daniel Brands        | 131      | 3              |
| Russia      | Aleksandr Kudrjavcev | 148      | 4              |
| Germania    | Dustin Brown         | 177      | 5              |
| Serbia      | Dušan Lajović        | 199      | 6              |
| Austria     | Martin Fischer       | 200      | 7              |
| Lituania    | Laurynas Grigelis    | 201      | 8              |

- Ranking al 5 marzo 2012.

### Altri partecipanti
Giocatori che hanno ricevuto una wild card:
- Tomislav Brkić
- Marko Đoković
- Damir Džumhur
- Aldin Šetkić

Giocatori passati dalle qualificazioni:
- Nikola Ćaćić
- Ismar Gorcic
- Evgenij Korolëv
- Michał Przysiężny

## Campioni

### Singolare
Jan Hernych ha battuto in finale  Jan Mertl, 6-3, 3-6, 7–6(5)

### Doppio
Dustin Brown /  Jonathan Marray hanno battuto in finale  Michal Mertiňák /  Igor Zelenay, 7–6(2), 2-6, [11-9]